# 고금 덕암사
고금 덕암사(古今 德岩祠)는 대한민국 전라남도 완도군 고금면 덕암리에 있는 사당이다. 2014년 12월 24일 완도군의 향토문화유산 제17호로 지정되었다.

## 지정 사유
덕암사는 1800년 무렵 우여춘, 우문인이 면내 유림들에게 주역을 가르치면서 유래됐다. 현재 우탁, 우길생, 우현보 3위를 배향하고 있으며, 백운 우탁(1263~1342)은 원나라를 통해 들어 온 정주학(程朱學)을 해득한 후 후진들에게 가르침을 준 인물이다.